# Gatunek rzadki
Gatunek rzadki (potencjalnie zagrożony, R) – określenie stosowane w określaniu kategorii zagrożenia w odniesieniu do gatunków o ograniczonych zasięgach geograficznych, o niewielkich powierzchniowo wymaganych siedliskach lub występujących na dużym areale, ale w dużym rozproszeniu. Kategoria była powszechnie stosowana w zestawieniach gatunków zagrożonych (zwykle noszących nazwę Czerwonych Ksiąg lub Czerwonych List) publikowanych przed 1994 rokiem, kiedy to Międzynarodowa Unia Ochrony Przyrody i Jej Zasobów wprowadziła zmienione i ujednolicone nazewnictwo kategorii zagrożeń, zmodyfikowane w 2001 roku. Kategoria "Gatunek rzadki" ze względu na odmienne kryteria klasyfikacji nie może być wprost utożsamiana z żadną z nowych kategorii zagrożenia. Najczęściej gatunki tak określane zaliczane są do kategorii "niższego ryzyka" (Lower Risk - LR) według klasyfikacji z 1994 roku i "niższego ryzyka" (Least Concern - LC) oraz "podwyższonego ryzyka" (Near Threatened - NT) według klasyfikacji z 2001 roku. 
Określenie kategorii "gatunek rzadki" bywa wciąż stosowane w różnych publikacjach, np. w wydanej w 2006 roku Czerwona lista roślin i grzybów Polski.